# Васина (река)
Васина — река в России, протекает по Архангельской области. Устье реки находится в 47 км по левому берегу реки Виледь. Длина реки составляет 11 км, площадь водосборного бассейна — 57 км². Имеет два правых притока (Чаща и Шельмас).

## Данные водного реестра
По данным государственного водного реестра России относится к Двинско-Печорскому бассейновому округу, водохозяйственный участок реки — Вычегда от города Сыктывкар и до устья, речной подбассейн реки — Вычегда. Речной бассейн реки — Северная Двина.
Код объекта в государственном водном реестре — 03020200212103000024914.